# 傑特莫爾 (堪薩斯州)
傑特莫爾（Jetmore）為美國堪薩斯州霍治曼縣的一座城市，也是霍治曼縣的縣治。根據2010年美國人口普查，此城市人口有867人。

## 歷史
此城市原稱巴克納（Buckner），1879年改為現名。城市名以上校、來自托皮卡的律師亞伯拉罕·布克萊斯·傑特莫爾（Abraham Buckles Jetmore）命名。

## 地理
傑特莫爾坐落在北緯38度5分3秒、西經99度53分46秒（亦可表示為38.084137, -99.895999）處。根據美国人口调查局的資料，此城市總面積為11.63平方（4.49平方英里），全境皆為陸地。波尼河的支流巴克納溪（Buckner Creek）流經此城市境內。
此地區的地表岩石由格林霍恩石灰岩（Greenhorn Limestone）及格拉內羅斯頁岩（Graneros Shale）所組成。

### 氣候
夏季溼熱、冬季不甚乾冷為此地區的氣候特徵。根據柯本气候分类法，傑特莫爾的氣候屬於副热带湿润气候（氣候圖中簡寫為「Cfa」）
。

## 人口統計
| 调查年                | 人口  | 备注   | %±     |
| --------------------- | ----- | ------ | ------ |
| 1890                  | 324   |        | —      |
| 1900                  | 230   |        | −29.0% |
| 1910                  | 317   |        | 37.8%  |
| 1920                  | 559   |        | 76.3%  |
| 1930                  | 914   |        | 63.5%  |
| 1940                  | 881   |        | −3.6%  |
| 1950                  | 988   |        | 12.1%  |
| 1960                  | 1,028 |        | 4.0%   |
| 1970                  | 936   |        | −8.9%  |
| 1980                  | 862   |        | −7.9%  |
| 1990                  | 850   |        | −1.4%  |
| 2000                  | 903   |        | 6.2%   |
| 2010                  | 867   |        | −4.0%  |
| 2014年估计            | 864   | [ 16 ] | −0.3%  |
| U.S. Decennial Census |       |        |        |

### 2010年普查
據2010年人口普查，此城市人口有867人，戶數366戶，232個家庭。人口密度為74.6人/每平方公里（193.1人/每平方英里）。此城市有439棟住宅，平均每平方公里有37.8棟住宅。此城市居民之種族中，白人佔96.3%，非裔美國人佔0.1%，美洲原住民佔0.1%，亞裔美國人佔0.5%，其他種族佔1.7%，混血種族則佔1.3%。而西班牙裔或拉丁裔美國人佔此城市人口的4.6%。
此城市之戶籍數計有366戶。其中擁有18歲以下孩童的住戶佔32.2%；已婚夫婦且同居的住戶佔50.8%，住戶為女性單親者佔6.6%；住戶為男性單親者佔6.0%；住戶並非一個家庭的佔36.6%。住戶為獨自一人居住的佔全戶之33.6%，其中有22.2%為65歲或以上之獨居老人。每戶住戶平均成員人數為2.33人，每個家庭平均成員人數則是2.97人。
此城市居民之年齡中位數為42.1歲。以年齡層分類，年齡低於18歲者佔26.2%；年齡介在18歲至24歲之間者佔5.4%；年齡介在25歲至44歲之間者佔21.9%；年齡介在45歲至64歲之間者佔24.8%；年齡高於65歲者佔21.8%。男性佔全市人口之47.4%，女性則佔全市人口之52.6%。

### 2000年普查

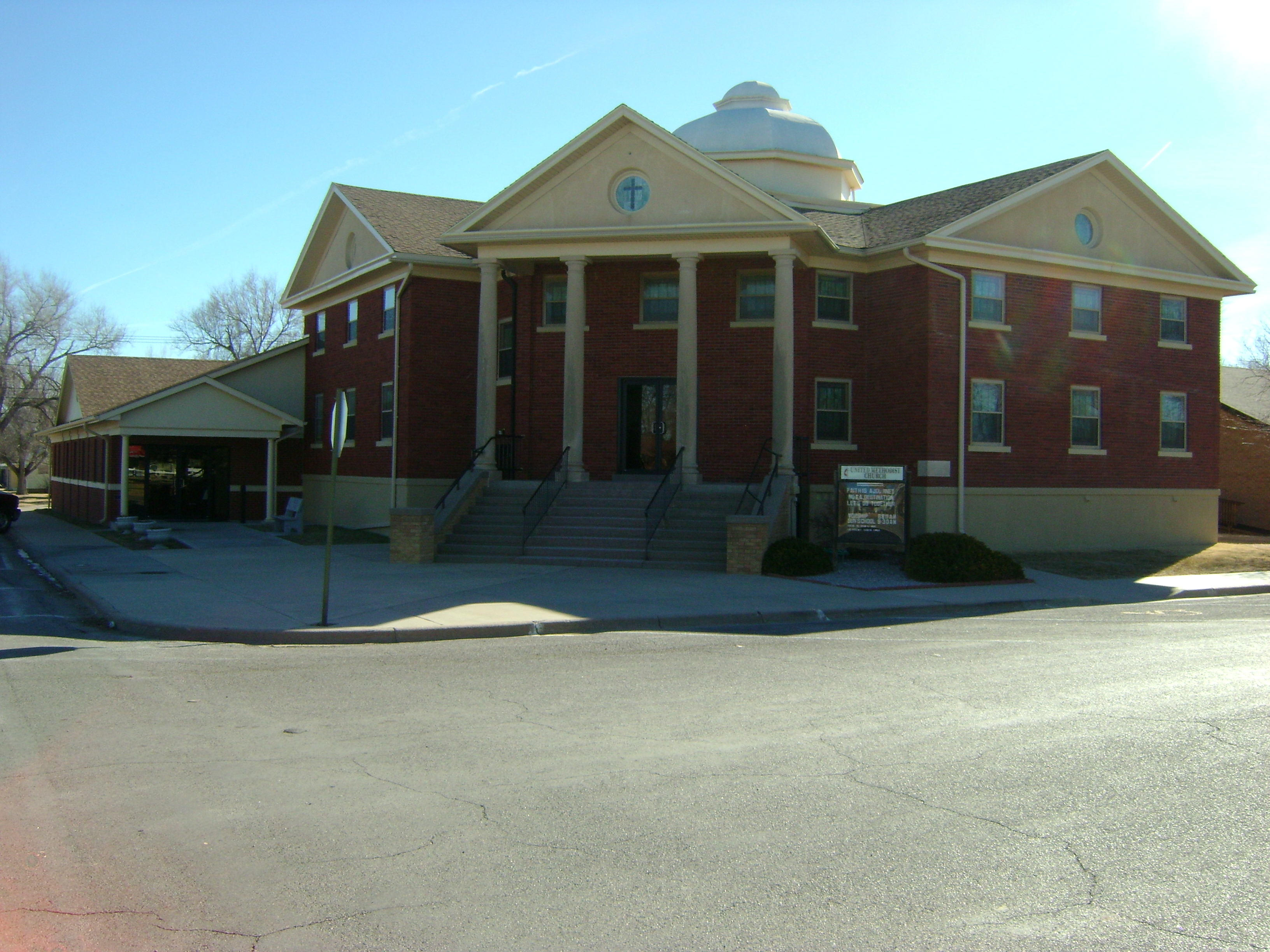
位於傑特莫爾境內的衛理公會教堂（2010年）

據2000年人口普查，此城市人口有903人，戶數362戶，241個家庭。人口密度為317.0人/每平方公里（823.5人/每平方英里）。此城市有427棟住宅，平均每平方公里有149.9棟住宅。此城市居民之種族中，白人佔96.79%，非裔美國人佔1.22%，美洲原住民佔0.11%，亞裔美國人佔0%，其他種族佔0.22%，混血種族則佔1.66%。而西班牙裔或拉丁裔美國人佔此城市人口的2.99%。
此城市之戶籍數計有362戶，其中擁有18歲以下孩童的住戶佔33.7%；已婚夫婦且同居的住戶佔57.5%，住戶為女性單親者佔5.5%；住戶並非一個家庭的佔33.4%。住戶為獨自一人居住的佔全戶之31.2%，其中有18.8%為65歲或以上之獨居老人。每戶住戶平均成員人數為2.40人，每個家庭平均成員人數則是3.02人。
以年齡層分類，年齡低於18歲者佔27.7%；年齡介在18歲至24歲之間者佔5.0%；年齡介在25歲至44歲之間者佔25.5%；年齡介在45歲至64歲之間者佔19.9%；年齡高於65歲者佔21.9%。此城市居民之年齡中位數為40歲。性別比方面，每100名女性所對應的男性數為88.5名，如只計算18歲或以上的居民，則是每100名女性所對應的男性數為88.2名。
此城市每戶平均收入為33,618美元，每個家庭平均收入為39,375美元。男性平均收入27,917美元；女性平均收入24,250美元。此城市人均收入為15,510美元。此城市約有10.9%的家庭以及14.0%的居民低於貧窮門檻，其中18歲以下者占19.4%，65歲以上者佔7.5%。

## 教育
傑特莫爾屬於第227聯合學區，境內擁有2所學校，分別為：
- 霍治曼縣中學（Hodgeman County Middle/High School）
- 霍治曼縣小學（Hodgeman County Elementary School）

## 交通

### 機場
- 傑特莫爾市立機場（英语：Jetmore Municipal Airport）（無商業航班）
- 道奇城地區機場（英语：Dodge City Regional Airport）（此城市附近的商用機場）

### 主要公路
- 283號美國國道
- 156號堪薩斯州州道

## 外部連結
城市
- 傑特莫爾市官方網站 （页面存档备份，存于）
- 傑特莫爾—公職人員名錄

學校
- USD 227 （页面存档备份，存于），所在學區

歷史
- 傑特莫爾早期歷史（1912年） （页面存档备份，存于）

地圖
- 傑特莫爾地圖 （页面存档备份，存于），堪薩斯州運輸部